# Wafaa Ismail Baghdadi
Wafaa Ismail Baghdadi (arabisch وفاء إسماعيل بغدادي, DMG Wafāʾ Ismāʿīl Baġdādī; * 1. Oktober 1969) ist eine ehemalige ägyptische Leichtathletin, die sich auf das Kugelstoßen spezialisiert hat. Ihren größten Erfolg feierte sie mit dem Afrikameistertitel 2004 in Brazzaville.

## Sportliche Laufbahn
Erste internationale Erfahrungen sammelte Wafaa Ismail Baghdadi vermutlich im Jahr 1993, als sie bei den Arabischen Meisterschaften in Latakia mit einer Weite von 15,61 m die Goldmedaille im Kugelstoßen gewann. 1995 gewann sie bei den Arabischen Meisterschaften ebendort mit 15,12 m die Bronzemedaille hinter der Marokkanerin Fouzia Fatihi und ihrer Landsfrau Hanan Ahmed Khaled. Anschließend gewann sie bei den Afrikaspielen in Harare mit 14,76 m die Silbermedaille hinter ihrer Landsfrau Ahmed Khaled. Im Jahr darauf gewann sie bei den Afrikameisterschaften in Douala mit 14,24 m die Silbermedaille hinter Ahmed Khaled und 1997 siegte sie mit 15,70 m bei den Panarabischen Spielen in Beirut. Im Jahr darauf siegte sie bei den Arabischen Meisterschaften in Damaskus mit 14,78 m und belegte anschließend bei den Afrikameisterschaften in Dakar mit 14,55 m den vierten Platz. 1999 belegte sie bei den Afrikaspielen in Johannesburg mit 15,70 m den vierten Platz und gewann bei den Panarabischen Spielen in Amman mit 15,57 m die Bronzemedaille hinter der Jordanierin Nada Kawar und Ghada Shouaa aus Syrien. Anschließend siegte sie mit 15,26 m bei den Arabischen Meisterschaften in Beirut. Im Jahr darauf gewann sie bei den Afrikameisterschaften in Algier mit 14,97 m die Bronzemedaille hinter ihrer Landsfrau Hanaa Salah El Melegi und Amel Ben Khaled aus Tunesien und 2001 gewann sie bei den Arabischen Meisterschaften in Damaskus mit 15,71 m die Silbermedaille hinter der Tunesierin Ben Khaled. Im Jahr darauf gewann sie bei den Afrikameisterschaften in Radès mit 15,43 m die Bronzemedaille hinter der Nigerianerin Vivian Chukwuemeka und Amel Ben Khaled aus Tunesien.
2003 siegte sie mit einer Weite von 15,17 m bei den Arabischen Meisterschaften in Amman, ehe sie bei den Afrikaspielen in Abuja mit 15,32 m die Bronzemedaille hinter der Nigerianerin Vivian Chukwuemeka und Veronica Abrahamse aus Südafrika gewann. Zudem belegte sie bei den Afro-Asiatischen Spielen in Hyderabad mit 14,66 m den achten Platz. Im Jahr darauf siegte sie mit 15,53 m bei den Afrikameisterschaften in Brazzaville und gewann bei den Panarabischen Spielen in Algier mit 14,98 m die Silbermedaille hinter der Tunesierin Ben Khaled. 2005 gewann sie bei den Arabischen Meisterschaften in Radès mit 14,75 m die Silbermedaille hinter Ben Khaled und im Jahr darauf gewann sie bei den Afrikameisterschaften in Bambous mit 14,74 m die Silbermedaille hinter der Nigerianerin Vivian Chukwuemeka. 2007 siegte sie mit 14,70 m bei den Arabischen Meisterschaften in Amman und belegte bei den Afrikaspielen in Algier mit 14,65 m den sechsten Platz. Daraufhin siegte sie mit 15,29 m bei den Panarabischen Spielen in Kairo. Im selben Jahr wurde sie wegen eines positiven Dopingtest auf Metandienon mit einer zweijährigen Wettkampfsperre belegt und beendete daraufhin ihre aktive sportliche Karriere.
In den Jahren von 1995 und von 1998 bis 2005 wurde Ahmed Khaled ägyptische Meisterin im Kugelstoßen.